# مدل-وی

مدل-وی فرایند مهندسی سیستم‌ها

مدل-وی (انگلیسی: V-Model) یا مدل-V، نمایشی گرافیکی از چرخه حیات توسعه سیستم‌ها می‌باشد، که بمنظور تولید مدل‌های چرخه حیات توسعه و نیز مدل‌سازی در مدیریت پروژه مورد استفاده قرار می‌گیرد. مدل-وی به ۳ دسته اصلی شامل: مدل-وی آلمان، مدل تست عمومی و استاندارد دولت ایالات متحده، تقسیم می‌شود.
مدل-وی گام‌های اصلی و نتایج مربوط به اعتبارسنجی در چارچوب سیستم‌های کامپیوتری، یا توسعه چرخه عمر پروژه را خلاصه‌سازی می‌نماید. این مدل فعالیت‌هایی را که باید انجام گیرد و نتایجی که در طول توسعه محصول، تولید می‌شوند را توصیف می‌نماید. مدل وی راهنمایی برای برنامه‌ریزی و تحقق پروژه را فراهم می‌کند.